# Hauzenberg
Hauzenberg è un comune tedesco di 12 294 abitanti, situato nel land della Baviera. La cittadina è nota per la sua storia nella produzione di pietra, in particolare di granito. Il museo Granitmuseum  racconta questa storia. Inoltre nelle sue vicinanze si trova una delle cave più grandi d’Europa di grafite, oggi non più in uso, solo per motivi turistici.

## Amministrazione

### Gemellaggi
- Krumau
- Slovenj Gradec
- Vöcklabruck